# Karpinek (powiat choszczeński)
Karpinek (niem. Grünspring) – osada w Polsce położona w województwie zachodniopomorskim, w powiecie choszczeńskim, w gminie Drawno. W latach 1975–1998 miejscowość administracyjnie należała do województwa gorzowskiego. W roku 2007 osada liczyła 9 mieszkańców. Osada wchodzi w skład sołectwa Brzeziny.

## Geografia
Osada leży ok. 1,8 km na północ od Brzezin, ok. 400 m na wschód od jeziora Karpino, między Brzezinami a Kiełpinem.